# Aleiodes trevelyanae
Aleiodes trevelyanae är en stekelart som beskrevs av Donald L.J. Quicke och Shaw 2006. Aleiodes trevelyanae ingår i släktet Aleiodes och familjen bracksteklar. Inga underarter finns listade i Catalogue of Life.